# Abdi Toptani
Abdi Toptani bég (Tirana, 1864. augusztus 28. – Tirana, 1942) albán politikus, 1920–1921-ben a Legfelsőbb Tanács tagja.
Esat Toptani (1863–1920) politikus unokatestvére, Ihsan Toptani (1908–2001) politikus apja.

## Életútja
Közép-Albánia nagy múltú nemesi családja, a Toptanik leszármazottja volt. A 20. század elejétől támogatta az oszmán fennhatóság elleni felkeléseket. 1902-ben ő fegyverezte fel a Tirana környéki, Shëngjergji- és a Shupali-hegységi lázadókat, s az 1912-es krujai felkelésben maga is részt vett.
1912. november 28-án Kruja és Tirana képviseletében megjelent a vlorai nemzetgyűlésben, s szerepelt a függetlenségi nyilatkozat aláírói között. Az ugyanekkor alakult, Ismail Qemali vezette első nemzeti kormányban Toptani kapta meg a pénzügyi tárca vezetését. 1913-ban leváltották posztjáról, de egy évvel később, 1914. május 19-étől ugyanazon év szeptember 3-áig Turhan Përmeti kabinetjében vezette a mezőgazdasági és kereskedelmi minisztériumot.
Az Albánia közjogi helyzetét rendező 1920. januári lushnjai kongresszus lezárásakor, január 30-án – mint az albániai szunnita iszlám közösség képviselőjét – az államfői jogköröket gyakorló négytagú Legfelsőbb Tanács egyik tagjává választották. Miután a tanács másik két tagja – Aqif Elbasani és Luigj Bumçi – politikai nyomásra lemondott, s a szervezet politikai befolyása meggyengült, 1921. december 22-én, egészségügyi okokra hivatkozva, maga Toptani is benyújtotta lemondását.
Az ezt követő években támogatta az Amet Zogu ellen szerveződő, Elez Isufi és Bajram Curri vezette fegyveres mozgalmat. Az 1922. márciusi Puka környéki fegyveres felkelés leverését követően Toptanit perbe fogták, s 1922 augusztusában halálra ítélték. Az ítélet végrehajtására azonban nem került sor, s a hatóságok hallgatólagos tudtával Toptani külföldre szökhetett. Hátralévő életét emigrációban töltötte. Albánia függetlenségének harmincadik évfordulós ünnepségeire tért haza, s hazaútja során halt meg Tiranában.